# Васюнин, Олег Васильевич
Олег Васильевич Васюнин (род. 11 апреля 1959) — советский хоккеист, защитник. Мастер спорта СССР.

## Биография
Воспитанник прокопьевского «Шахтёра», играл за команду в первенстве второй лиги 1977/78. Со следующего сезона — в СКА Новосибирск. В конце сезона 1979/80 перешёл в «Сокол» Киев, за который играл до 1988 года. Бронзовый призёр чемпионата СССР 1984/85. Выступал за фарм-клуб «Машиностроитель» / ШВСМ (1981/82, 1988/89). Далее играл в клубах чемпионата Венгрии «Лехель» (1989—1992), «Секешфехервар» (1994—1997), «Дьёр» (1999—2005).
Остался жить в Венгрии, владелец магазина спорттоваров, детский тренер.
Сын Артём — венгерский хоккеист.